# Fenotypový screening
Fenotypový screening je typ screeningu používaný v biologickém výzkumu a objevování léků k identifikaci látek, jako jsou malé molekuly, peptidy nebo RNAi, které požadovaným způsobem mění fenotyp buňky nebo organismu. Po fenotypovém screeningu musí následovat další kroky: identifikace (někdy označovaná jako dekonvoluce) a validace, aby se identifikovaly buněčné struktury a mechanismy, které látka identifikovaná během screeningu ovlivňuje a skrze jejichž modulaci funguje.

## Historický kontext
Fenotypový screening byl historicky základem pro objevování nových léků. Sloučeniny jsou testovány na buněčných nebo zvířecích modelech onemocnění, aby se identifikovaly molekuly, které způsobují žádoucí změnu fenotypu. Po identifikaci těchto "biologicky aktivních" sloučenin následuje určení biologických cílů těchto sloučenin - proces známý jako dekonvoluce cíle. Tato strategie je často označována jako „klasická farmakologie“ nebo „fenotypové objevování léčiv“.
V poslední době existuje i paralelní strategie: nejprve stanovit hypotézu, že určitý biologický cíl způsobuje/ovlivňuje určité onemocnění, a poté provést high-throughput screening na sloučeniny, které modulují aktivitu tohoto (purifikovaného) cíle. Následně se tyto identifikované sloučeniny testují na zvířatech, aby se zjistilo, zda opravdu vykazují požadovaný účinek. Tento přístup je známý jako „reverzní farmakologie“ nebo „objevování léčiv na základě cíle“. Nedávná statistická analýza však ukazuje, že nadproporční počet prominentních léků s novými mechanismy účinku pochází z fenotypového screeningu, což vedlo k oživení zájmu o tuto metodu.

## Typy

### In vitro
Nejjednodušší fenotypové screeningy využívají buněčné linie a monitorují jeden parametr, jako je buněčná smrt, produkce konkrétního proteinu apod. Často se také používá high-content screening (HCS), při kterém lze současně sledovat změny v expresi několika proteinů a při kterém se sleduje změna morfologie celých buněk či jejich částí. Při použítí fluorescenčně označených buněčných komponent či organel může HCS také odhalit účinky látek na buněčné kultury in vitro, čímž se dají rozlišit fenotypové účinky široké škály léků.

### In vivo
V přístupech využívajících zvířata je fenotypový screening příkladem toho, kdy je látka hodnocena z hlediska potenciálního terapeutického přínosu na mnoha různých typech zvířecích modelů reprezentujících různé stavy onemocnění. Fenotypový screening na zvířatech využívá modelové organismy k vyhodnocení účinků testovaných látek v "plně sestavených biologických systémech". Příklady organismů používaných pro fenotypový screening (v provedení HCS) zahrnují octomilku (Drosophila melanogaster), dánio (Danio rerio) a myš (Mus musculus).

## Využití pro "drug repurposing"
Vývoj a výzkum nových léčiv je finančně i časově velmi náročný - alternativou je využití existujících a schválených léčiv pro terapii jiných onemocnění - tzv. „drug repurposing“ („drug repositioning“). Zároveň, v případě fenotypového screeningu na zvířatech není možné využívat knihovny látek obsahující tisíce sloučenin. Proto se tento typ screeningu často zaměřuje na již schválená léčiva (či kandidátní sloučeniny v pozdní fázi klinického testování), avšak pro léčbu odlišného onemocnění ("drug repurposing").